# 8-ма бригада територіальної оборони (Польща)
8-ма Куявсько-Поморська бригада територіальної оборони (') — військове з'єднання військ територіальної оборони Війська Польського. Бригада дислокується у м.Бидгощ Куявсько-Поморського воєводства.

## Структура
- штаб бригади, Бидгощ

## Командування
- полковник Кшиштоф Станчик[1]